# Нимфопетра
Нимфопетра (грч. Νυμφόπετρα) је насељено место у општини Бешичко Језеро у периферији Средишња Македонија, Грчка. Према попису из 2021. године било је 534 становника.
Према бугарском географу и историчару, Василу Канчову, у Нимфопетри је 1900. године живело 200 Турака и 75 Рома. Године 1924. турско становништво је принудно исељено у Турску а на њихово место су насељене грчке избегличке породице из Турске, којих је на попису из 1928. било 322. Село се раније звало Чали Махала.